# Amt Vlotho (Grafschaft Ravensberg)

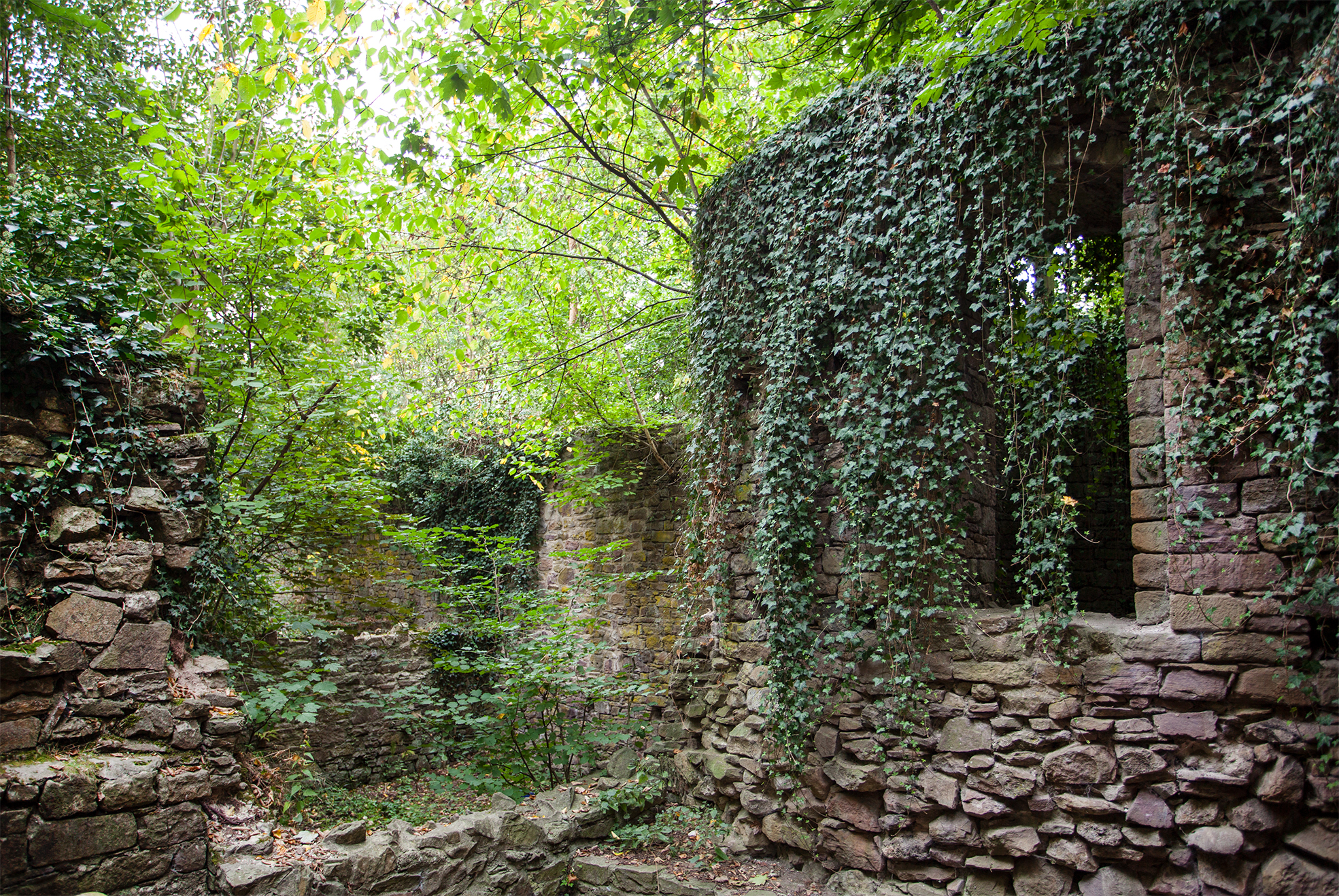
Rekonstruierte Reste der Burg Vlotho

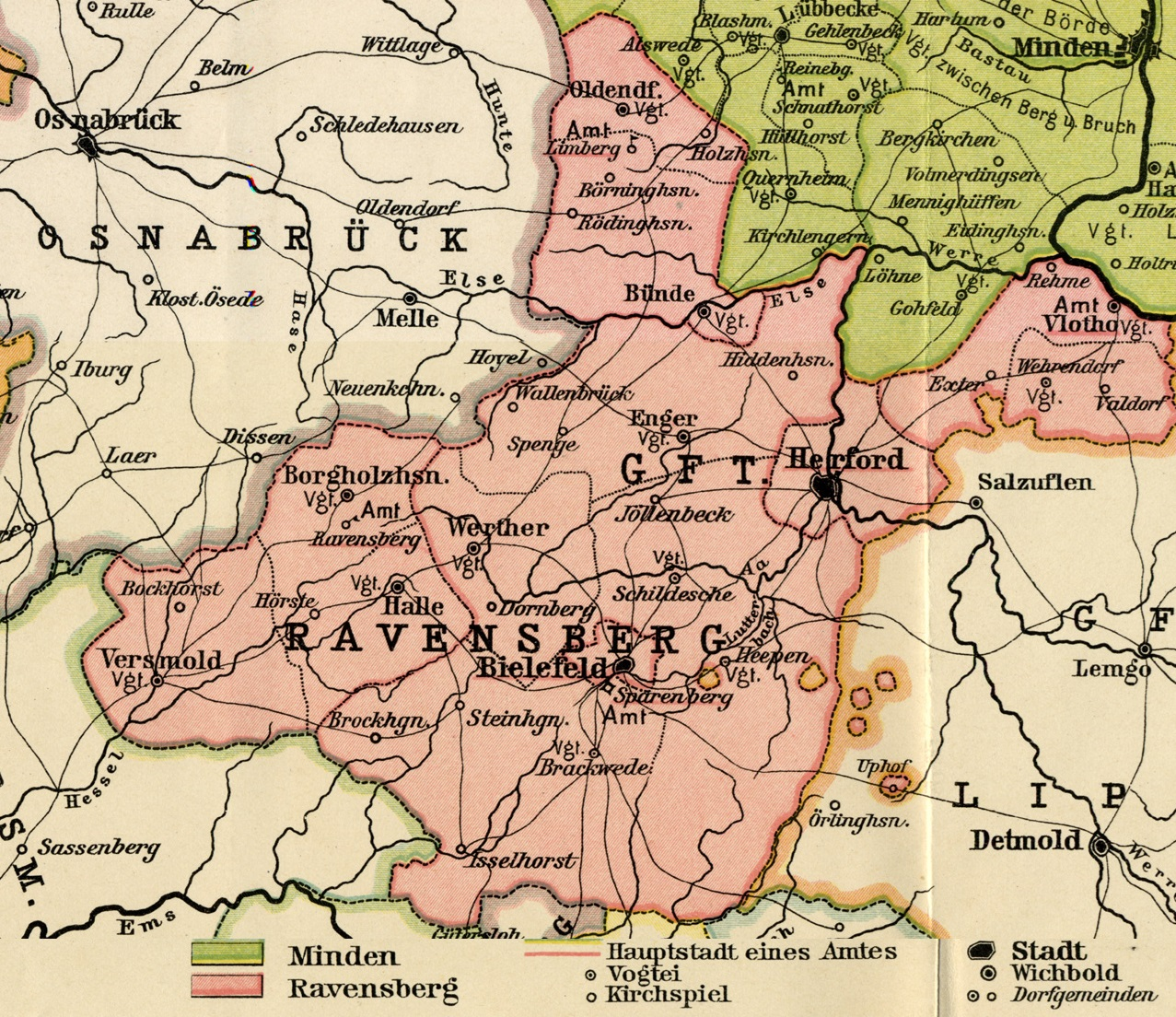
Ämter und Vogteien der Grafschaft Ravensberg

Das Amt Vlotho war eines von vier Ämtern der bis 1807 bestehenden ostwestfälischen Grafschaft Ravensberg. Sein Gebiet gehört heute zu den Städten Herford und Vlotho im Kreis Herford sowie zur Stadt Bad Oeynhausen im Kreis Minden-Lübbecke.

## Geographie
Das Amt erstreckte sich südlich der Weser und der Werre. Die namensgebende Burg Vlotho, die heute nur noch als Ruine erhalten ist, befand sich auf dem Amtshausberg nördlich der Stadt Vlotho. Im 18. Jahrhundert grenzte das Amt im Westen an die Stadt Herford, im Norden an das Fürstentum Minden und im Süden an die Grafschaft Lippe. Vom Gebiet des ehemaligen Amtes gehören heute Schwarzenmoor zur Stadt Herford, das ehemalige Kirchspiel Rehme zur Stadt Bad Oeynhausen und alle übrigen Orte zur Stadt Vlotho.

## Geschichte
Das bis dahin dem Erzbischof von Köln gehörende Amt Vlotho wurde um 1215 vom ravensbergischen Grafen Hermann II. hinzugewonnen. Als Vertreter des jeweiligen Landesherren der Grafschaft Ravensberg stand dem Amt ein Drost vor. Die Drosten des Amtes hatten bis ins 17. Jahrhundert ihren Sitz auf der Burg Vlotho. Im Zuge der Neuordnung Deutschlands durch Napoleon I. wurde die Grafschaft Ravensberg 1807 dem Königreich Westphalen eingegliedert. Dort wurde eine neue Verwaltungsstruktur nach französischem Vorbild eingerichtet, in der aus dem alten Amt Vlotho der Kanton Vlotho im Distrikt Bielefeld des Königreichs wurde. Schwarzenmoor wurde 1811 aus dem Kanton Vlotho in den Kanton Herford umgesetzt. Nachdem das Gebiet des alten Amtes 1813 wieder an Preußen gefallen war, wurde es 1816 zunächst vollständig dem neuen Kreis Herford zugeordnet. Die Orte des Kirchspiels Rehme kamen 1832 zum Kreis Minden. Bis auf Schwarzenmoor, das zum Amt Herford-Hiddenhausen kam, bildeten die verbleibenden Orte das neue Amt Vlotho im Kreis Herford.

## Einwohnerentwicklung
| Jahr | Amt Vlotho | Quelle |
| ---- | ---------- | ------ |
| 1722 | 5334       | [ 1 ]  |
| 1756 | 6800       | [ 1 ]  |
| 1787 | 6842       | [ 1 ]  |
| 1796 | 8034       | [ 1 ]  |

## Gliederung
Das Amt Vlotho umfasste die beiden Vogteien Vlotho und Wehrendorf, die ihrerseits in Kirchspiele, Amtsstädte, Dörfer, Bauerschaften und adlige Güter untergliedert waren. Im Jahre 1799 hatte das Amt die folgende Gliederung:

### Vogtei Vlotho
Die Vogtei Vlotho umfasste die drei Kirchspiele Exter, Rehme und Vlotho.
- Zum Kirchspiel Exter gehörte das Kirchdorf Exter sowie die Bauerschaften Schwarzenmoor und Solterwisch.
- Zum Kirchspiel Rehme gehörten das Kirchdorf Rehme, die Bauerschaften Babbenhausen, Niederbecksen und Oberbecksen, das adlige Gut  Deesberg sowie die Saline Neusalzwerk.
- Das Kirchspiel Vlotho umfasste die Stadt Vlotho.

### Vogtei Wehrendorf
Die Vogtei Wehrendorf war deckungsgleich mit dem Kirchspiel Valdorf. Neben dem Kirchdorf Valdorf umfasste sie die Bauerschaften Bonneberg, Hollwiesen, Steinbründorf und Wehrendorf sowie das adlige Gut Bärenkämpen.

## Drosten
Die Drosten des Amtes sind nur lückenhaft und ohne genaue Angabe ihrer Amtszeit überliefert.
- 15. Jahrhundert
  - Heinrich von Wendt
- 16. Jahrhundert
  - Schweder von Steinhaus
  - Detlef von Schack
  - Heinrich von Ledebur
  - Bertram von Landsberg
  - Heinrich von Korff
- 17. Jahrhundert
  - Johann von der Horst
  - Arnold von der Horst
  - Johann von Wippermann
  - Friedrich von der Horst
- 18. Jahrhundert
  - Jobst Caspar von Vincke